# Kisapostag
Kisapostag è un comune dell'Ungheria di 1.303 abitanti (dati 2001). È situato nella contea di Fejér. Kisapostag è gemellato con il comune astigiano di Calamandrana.